# Oppositivo
L'oppositivo è un caso avverbiale presente nel finnico. Usato per descrivere la situazione di due cose identiche che si fronteggiano, si ottiene posponendo le particelle -tysten o -tusten a un numero limitato di avverbi e sostantivi. Non esiste la forma plurale.
Esempi:
- kasvotusten = faccia a faccia
- vieretysten = fianco a fianco